# Wesertal
Wesertal ist eine Gemeinde im hessischen Landkreis Kassel, die zum 1. Januar 2020 durch den Zusammenschluss der Gemeinden Oberweser und Wahlsburg entstanden ist. Die Gemeindeverwaltung hat ihren Sitz im Ortsteil Gieselwerder.

## Geografie
Wesertal liegt fast im äußersten Norden von Hessen an der namensgebenden Weser zwischen den Städten Hann. Münden und Bad Karlshafen. Nördlich erhebt sich der Solling, südöstlich der Bramwald und links der Weser der Reinhardswald.
Wesertal ist die einzige hessische Gemeinde mit Ortsteilen beiderseits des Stroms. In der Reihenfolge stromabwärts gesehen begleiten Gottstreu mit Weißehütte, Gieselwerder und Gewissenruh das linke westliche Ufer, Oedelsheim und Lippoldsberg das rechte östliche Ufer. Östlich von Oedelsheim erstreckt sich die ausgedehnte Waldgemarkung Oberförsterei Oedelsheim mit dem bewaldeten Höhenzug Kiffing im Norden und dem Schiffberg im Süden, der mit 377,4 m ü. NHN höchsten Erhebung im Gemeindegebiet von Wesertal. Jenseits der Waldgemarkung liegen Arenborn und Heisebeck. An der Schwülme, deren Talweg Teil der Nordgrenze des Gemeindegebietes ist, und die von Osten bei Lippoldsberg in die Weser mündet, liegt zwei Kilometer talaufwärts Vernawahlshausen.
Die Weser trennt die westlichen und die östlichen Ortsteile voneinander auf einer Strecke von elf Stromkilometern. Miteinander verbunden sind die Ortschaften nur durch die Brücke bei Gieselwerder, die Fähre Oedelsheim und die Fähre Lippoldsberg. Stromabwärts von Lippoldsberg, ab der Linksschleife der Weser gegenüber von Bodenfelde, ist die Weser Landesgrenze, und das Gemeindegebiet begnügt sich auf weiteren fünfeinhalb Stromkilometern mit der schmalen Talaue zwischen dem linken Flussufer und dem Waldrand des Reinhardswaldes. Hier, westlich von Gewissenruh, liegt nur noch die Fährverbindung zum niedersächsischen Wahmbeck. Überhaupt folgt die westliche Gemeindegrenze dem Waldrand, sodass westlich der Weser nur ein Talstreifen von 100 Meter bis 900 Meter Breite zu Wesertal gehört, zusammen eine Fläche von rund 8,50 km². Der Rest von über 44 km² liegt auf dem Ostufer.
Im Westen grenzt Wesertal an das gemeindefreie Gebiet Gutsbezirk Reinhardswald, aber an keine andere hessische Gemeinde. Die Nachbargemeinden liegen alle in Niedersachsen: im Norden Bodenfelde und das gemeindefreie Gebiet Solling, im Nordosten die Stadt Uslar (alle Landkreis Northeim), im Osten der Flecken Adelebsen (Landkreis Göttingen) sowie die Uslarer Exklave Fürstenhagen und im Süden das zu Hann. Münden (Landkreis Göttingen) gehörende Bursfelde.

## Geschichte
Am 28. Oktober 2018, parallel zur hessischen Landtagswahl, gab es einen Bürgerentscheid zu einer Gemeindefusion. Dabei stimmten 70,26 % der Bürger von Oberweser und 74 % der Bürger von Wahlsburg für eine Fusion. Damit ist Wesertal nach Oberzent im Odenwald die zweite neu gebildete Gemeinde nach der Gebietsreform in Hessen in den 1970er Jahren.
Anlass für die Fusion waren sinkende Einwohnerzahlen (in Oberweser um 11 %, in Wahlsburg um 15 % innerhalb der letzten zehn Jahre), was leere Gemeindekassen bei hohen Infrastrukturkosten bedeutet. Schon zuvor hatten die Gemeinden zur Kostensenkung Finanzabteilungen, Bauhöfe und Standesämter zusammengelegt. Alleine die Einleitung des Fusionsprozesses förderte das Land Hessen mit 530.000 Euro, weitere Gelder sollen folgen.
Alternative Namen, die für die neue Kommune vorgeschlagen wurden, waren unter anderem Oberweser-Wahlsburg, Wahlsweser, Oberweserburg und Oberwesertal.
Der Bürgerentscheid wurde mit dem Grenzänderungsvertrag vom 27. Juni 2019 umgesetzt, der den Gemeindezusammenschluss zum 1. Januar 2020 regelt. Im Grenzänderungsvertrag ist namentlich folgendes festgelegt:
1. Der Name der Gemeinde lautet Wesertal.
2. Die acht bisherigen Ortsteile der Gemeinden Oberweser und Wahlsburg werden Ortsteile der Gemeinde Wesertal und behalten ihre bisherige Bezeichnung.
3. Die Gemeinde erhält die einheitliche Postleitzahl 34399.
4. Doppelt vorhandene Straßennamen werden vor Inkrafttreten des Zusammenschlusses angepasst.
5. Wappen und Flagge werden bis zur Rechtswirksamkeit des Grenzänderungsvertrages entwickelt und in der konstituierenden Sitzung der vorläufigen Gemeindevertretung im Rahmen der Beschlussfassung zur vorläufigen Hauptsatzung beschlossen.
6. Es erfolgt die Bildung von acht Ortsbezirken und die Wahl von Ortsbeiräten:

| Ortsbezirk       | Einwohner Ende 2018 | Mitglieder Ortsbeirat |
| ---------------- | ------------------- | --------------------- |
| Arenborn         | 0212                | 5                     |
| Gewissenruh      | 0106                | 5                     |
| Gieselwerder     | 1207                | 9                     |
| Gottstreu        | 0293                | 5                     |
| Heisebeck        | 0463                | 7                     |
| Lippoldsberg     | 1344                | 9                     |
| Oedelsheim       | 0906                | 9                     |
| Vernawahlshausen | 0707                | 7                     |
1. Die vorläufige Gemeindevertretung der Gemeinde Wesertal erlässt in ihrer konstituierenden Sitzung die vorläufige Hauptsatzung der Gemeinde Wesertal nach dem dem Grenzänderungsvertrag beigefügten Muster.

## Politik

### Gemeindevertretung
Nach dem Grenzänderungsvertrag wurde am 1. Januar 2020 eine vorläufige Gemeindevertretung gebildet. Diese setzte sich aus den bisherigen Gemeindevertretern der Gemeinden Oberweser (23) und Wahlsburg (15) zusammen. Die Gemeindevertretung umfasste mithin fürs Erste 38 Gemeindevertreter und trat am 9. Januar 2020 zu ihrer konstituierenden Sitzung zusammen. Die vorläufige Gemeindevertretung bestand über ein Jahr bis zur Konstituierung der bei den allgemeinen Kommunalwahlen am 14. März 2021 gewählten Gemeindevertretung, die nach dem Grenzänderungsvertrag auf die gesetzliche Zahl von 31 Gemeindevertretern (bei 5001 bis 10.000 Einwohnern) bestimmt war.
| Gemeindevertretung – Kommunalwahlen 2021                                    | Gemeindevertretung – Kommunalwahlen 2021                      |
| --------------------------------------------------------------------------- | ------------------------------------------------------------- |
| Stimmenanteil in %Wahlbeteiligung 53,2 % 50403020100 46,242,711,1 SPDFWGCDU | SitzverteilungInsgesamt 31 Sitze - SPD: 14 - FWG: 13 - CDU: 4 |

| Parteien und Wählergemeinschaften | Parteien und Wählergemeinschaften           | % 2021 | Sitze 2021 |
| SPD                               | Sozialdemokratische Partei Deutschlands     | 46,2   | 14         |
| FWG                               | Freie Wählergemeinschaft Wesertal           | 42,7   | 13         |
| CDU                               | Christlich Demokratische Union Deutschlands | 11,1   | 4          |
| Gesamt                            | Gesamt                                      | 100,0  | 31         |
| Wahlbeteiligung in %              | Wahlbeteiligung in %                        | 53,2   | 53,2       |

### Bürgermeister
Nach der hessischen Kommunalverfassung wird der Bürgermeister für eine sechsjährige Amtszeit gewählt, seit dem Jahr 1993 in einer Direktwahl, und ist Vorsitzender des Gemeindevorstands, dem in der Gemeinde Wesertal neben dem Bürgermeister ehrenamtlich ein Erster Beigeordneter und neun weitere Beigeordnete angehören. Am 1. Januar 2020 übernahm Cornelius Turrey (SPD) die Aufgaben eines Bürgermeisters für Wesertal kommissarisch. Er war bis zuletzt Bürgermeister von Oberweser und wurde vom Land Hessen dem Vorschlag im Grenzänderungsvertrag folgend als Staatsbeauftragter ernannt für die Zeit, bis ein direkt gewählter Bürgermeister im Amt ist. Der Vorschlag, ihn zu beauftragen, lag schon deshalb nahe, weil sein Amtskollege aus Wahlsburg, Jörg-Otto Quentin, seine Amtszeit am 12. August 2019 beendet hatte und die Gemeinden vereinbart hatten, seine Stelle bis zum Gemeindezusammenschluss nicht neu zu besetzen. Der Wahltermin für die Direktwahl war im Grenzänderungsvertrag auf den 10. Mai 2020 festgelegt worden, musste pandemiebedingt aber verschoben werden.
Am 1. November 2020 wurde Cornelius Turrey ohne Gegenkandidaten bei 41,84 Prozent Wahlbeteiligung mit 73,62 Prozent der Stimmen als Bürgermeister gewählt. Da gegen die Gültigkeit der Wahl binnen einer Ausschlussfrist von zwei Wochen nach der öffentlichen Bekanntmachung des Wahlergebnisses Einspruch erhoben werden kann und die Gemeindevertretung nach Fristablauf einen Beschluss über die Gültigkeit der Wahl zu fassen hat, kann der gewählte Bürgermeister erst in einer anschließenden öffentlichen Sitzung von dem Vorsitzenden der Gemeindevertretung in sein Amt eingeführt und durch Handschlag auf die gewissenhafte Erfüllung seiner Aufgaben verpflichtet werden. Bei Einhaltung dieses Verfahrens vergehen in der Regel vier Wochen oder mehr seit dem Wahltag und bis zur Vereidigung und Aushändigung der Ernennungsurkunde als Bürgermeister. Die Amtszeit von Cornelius Turrey begann am 1. Januar 2021.

### Ortsbeiräte
Für alle Ortsteile Wesertals bestehen Ortsbezirke mit Ortsbeirat und Ortsvorsteher, nach Maßgabe der §§ 81 und 82 HGO und des Kommunalwahlgesetzes in der jeweils gültigen Fassung. Die Ortsbezirke werden durch die Gebiete der ehemaligen Gemeinden abgegrenzt. Die Ortsbeiräte bestehen jeweils abhängig von der Einwohnerzahl aus fünf bis neun Mitgliedern und werden im Rahmen der Kommunalwahlen gewählt. Der Ortsbeirat wählt eines seiner Mitglieder zum Ortsvorsteher bzw. zur Ortsvorsteherin.

### Wappen
| Wappen von Wesertal | Blasonierung: „In Blau ein neunmal von Silber und Rot geteilter Löwe, der einen goldenen Fisch in den Pranken hält.“                                                                 |
| Wappen von Wesertal | Wappenbegründung: Als Wappen der Gemeinde Wesertal wurde das der ehemaligen Gemeinde Oberweser übernommen. Das Wappen wurde am durch das Hessische Ministerium des Innern genehmigt. |

### Flagge
Die Flagge der Gemeinde ist rot-weiß-rot (1:3:1) gestreift und belegt mit dem Gemeindewappen.

## Verkehr
In Nord-Süd-Richtung wird das linke westliche (hessische) Flussufer der Gemeinde Wesertal von der zwischen Bad Karlshafen und Hann. Münden als Wesertalstraße bekannten Bundesstraße 80 für den Fernverkehr erschlossen. Das rechte östliche Flussufer wird zwischen Lippoldsberg und Hann. Münden von der - auch in Niedersachsen so nummerierten Landesstraße 561 begleitet. In West-Ost-Richtung führt die Landesstraße 763 von Trendelburg über Gottsbüren und den Reinhardswald nach Gieselwerder, Oedelsheim und weiter über den Kiffing, den Nordausläufer des Bramwalds, nach Heisebeck und Niedersachsen. Zu ihr gehört die 165 Meter lange Weserbrücke bei Gieselwerder, der einzige Brückenschlag auf dem Gemeindegebiet über den hier 65 Meter breiten Fluss. Die zwei Gierseilfähren von Oedelsheim und Lippoldsberg ergänzen das Angebot an Flussquerungen.
Vernawahlshausen ist ein Haltepunkt der Bahnstrecke Göttingen–Bodenfelde. Parallel zu ihr führt am Haltepunkt Vernawahlshausen die Sollingbahn vorbei auf dem Weg von Northeim über Bodenfelde nach Bad Karlshafen im Westen.
Die Buslinien 192 (aus Hofgeismar, Anbindung an die RT1 nach Kassel-Nord) und 195 (aus Hann. Münden Anbindung an die RB83 zwischen Kassel Hbf und Göttingen) fahren zum Rathaus in Wesertal-Gieselwerder.

## Nachweise
1. ↑  Hessisches Statistisches Landesamt: Bevölkerung in Hessen am 31.12.2024 (Einwohnerzahlen auf Grundlage des Zensus 2022) (Hilfe dazu).
2. 1 2  Fusion von Oberweser und Wahlsburg: Bürger stimmten über Namen ab, auf www.hna.de vom 20. März 2019, abgerufen am 3. August 2019
3. ↑  Geoindex: Gemarkung Oberförsterei Oedelsheim (061563), 17,60 km²
4. ↑  Entfernungen messen mit google maps
5. ↑  Oberweser und Wahlsburg: Bürger stimmen deutlich für die Fusion auf www.hna.de vom 28. Oktober 2018, abgerufen am 3. August 2019
6. ↑  Bürgerentscheid am Sonntag: Aus 2 mach 1: Warum Oberweser und Wahlsburg fusionieren wollen auf www.hessenschau.de vom 27. Oktober 2018, abgerufen am 3. August 2018
7. ↑  Hessen fördert Maßnahmen zur Fusion der Gemeinden Oberweser und Wahlsburg auf www.hessen.de vom 27. Juni 2019, abgerufen am 7. August 2019
8. 1 2 3 4  Eine gemeinsame Information der Gemeinden Oberweser und Wahlsburg zum Grenzänderungsvertrag; Wortlaut: Grenzänderungsvertrag der Gemeinden Oberweser und Wahlsburg 2019 (PDF-Datei 7,984 MB)
9. ↑  HNA, 10. Januar 2020: Wesertal hat größtes Parlament im Kreisteil Hofgeismar
10. ↑  Ergebnis der Gemeindewahl am 14. März 2021. Hessisches Statistisches Landesamt, abgerufen im April 2021.
11. ↑  Wesertal Gremien - Stand 11.2023 (PDF-Datei 66 KB)
12. ↑  Votemanager: Bürgermeisterwahl Gemeinde Wesertal 2020
13. ↑  HNA, 2. November 2020: Torben Busse siegt in Hofgeismar gegen Amtsinhaber Markus Mannsbarth. „Einzelbewerber Cornelius Turrey (SPD) ist in Wesertal mit 73,60 Prozent Ja-Stimmen zum Bürgermeister gewählt worden.“
14. ↑  Telefonische Auskunft der Gemeindeverwaltung
15. ↑  Hauptsatzung. (PDF; 2,7 MB) § 5. In: Webauftritt. Gemeinde Wesertag, abgerufen im September 2023.
16. ↑  Vorläufige Hauptsatzung der Gemeinde Wesertal vom 8. Januar 2020 auf wesertal.info, abgerufen am 28. Februar 2020